# هاري سابوترا
هاري سابوترا (بالإندونيسية: Harry Saputra)‏ (12 يونيو 1981 في إندونيسيا - ) هو لاعب كرة قدم إندونيسي في مركز الدفاع. شارك مع منتخب إندونيسيا تحت 23 سنة لكرة القدم ومنتخب إندونيسيا لكرة القدم. أما مع النوادي، فقد لعب مع برسيب باندونغ وبرسيبو بوجونيغورو وبرسيجا جاكارتا وبي إس إم إس ميدان وPersema Malang ‏ وPSIM Yogyakarta ‏ وبيرسيبايا سورابايا وPersikota Tangerang ‏ وPersis Solo ‏ وPSB Bogor ‏ وTangerang Wolves F.C. ‏.

## وصلات خارجية
- هاري سابوترا على موقع الاتحاد الدولي (مؤرشف)  (الإنجليزية)
- هاري سابوترا على موقع ناشيونال فوتبول تيمز (الإنجليزية)
- هاري سابوترا على موقع Soccerway.com (الإنجليزية)